# Codice Huygens
Il Codice Huygens è un manoscritto della seconda metà del XVI secolo, conservato alla Pierpont Morgan Library di New York.
Suddiviso in cinque libri, il quinto è dedicato alla prospettiva, mentre nel IV libro si parla delle teorie leonardiane.
È stato attribuito a Carlo Urbino.
Erwin Panofsky ha curato la sua pubblicazione del 1940.